# Quercus alba
La quercia bianca (Quercus alba L.) è un albero appartenente alla famiglia delle Fagaceae diffuso in America settentrionale.

## Descrizione

### Portamento
Il portamento è arboreo; la pianta può raggiungere i 35 metri d'altezza.

### Corteccia
La corteccia è di colore grigio chiaro e ha un aspetto squamoso; col progredire dell'età della pianta diventa via via più fessurata.

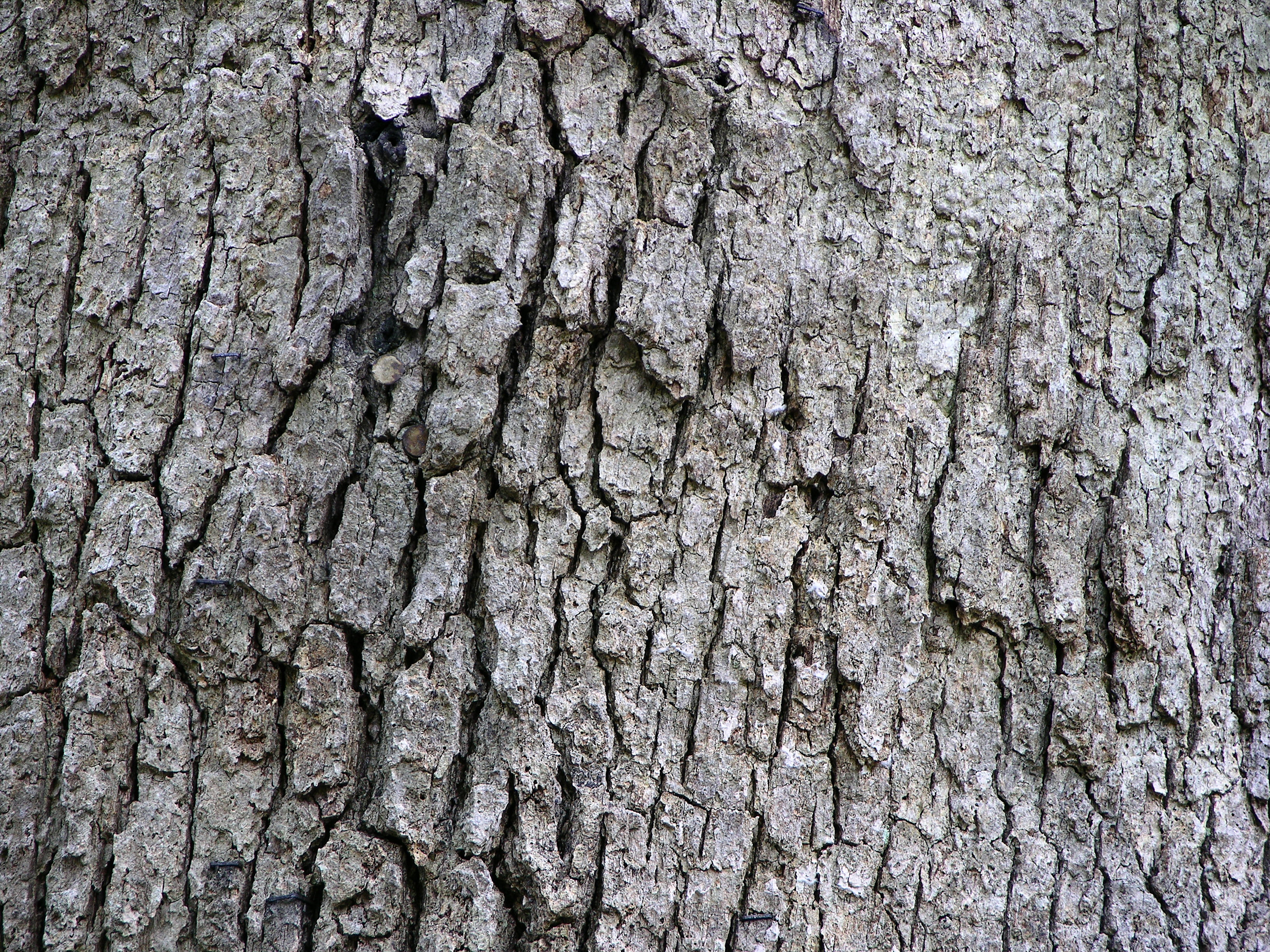
Dettaglio della corteccia

### Foglie

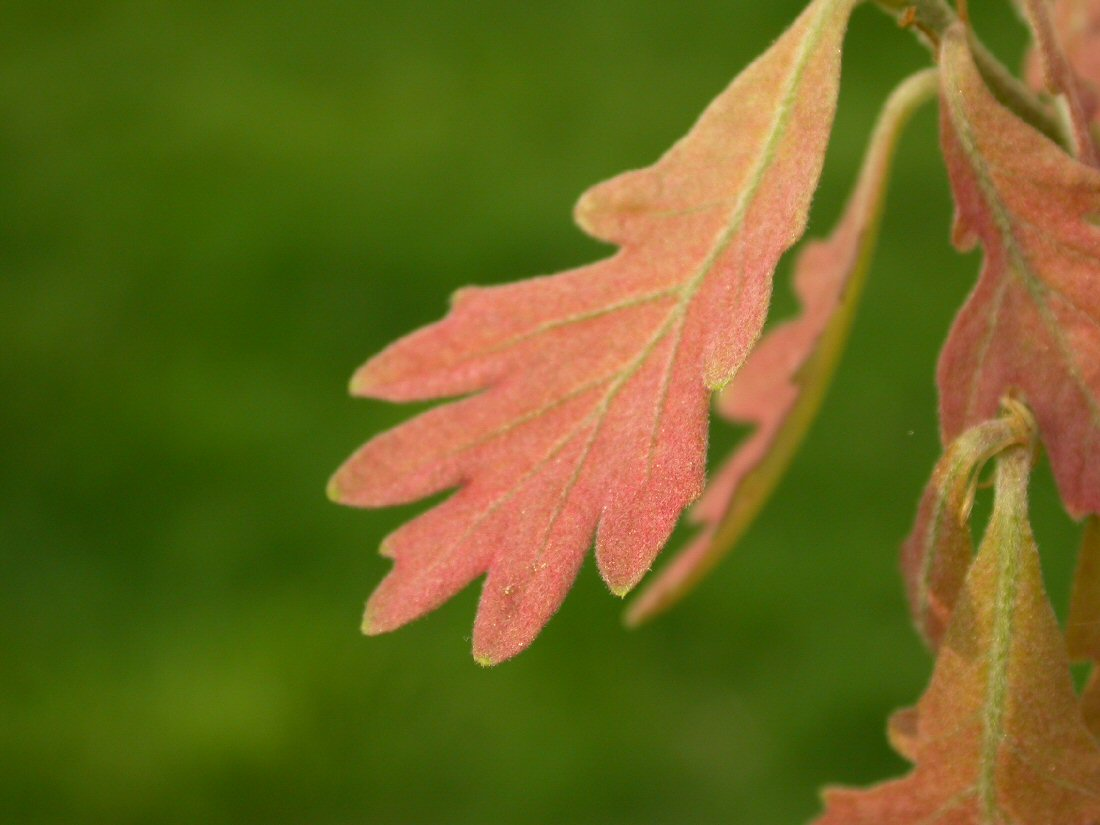
Foglie giovani con la caratteristica colorazione rosata

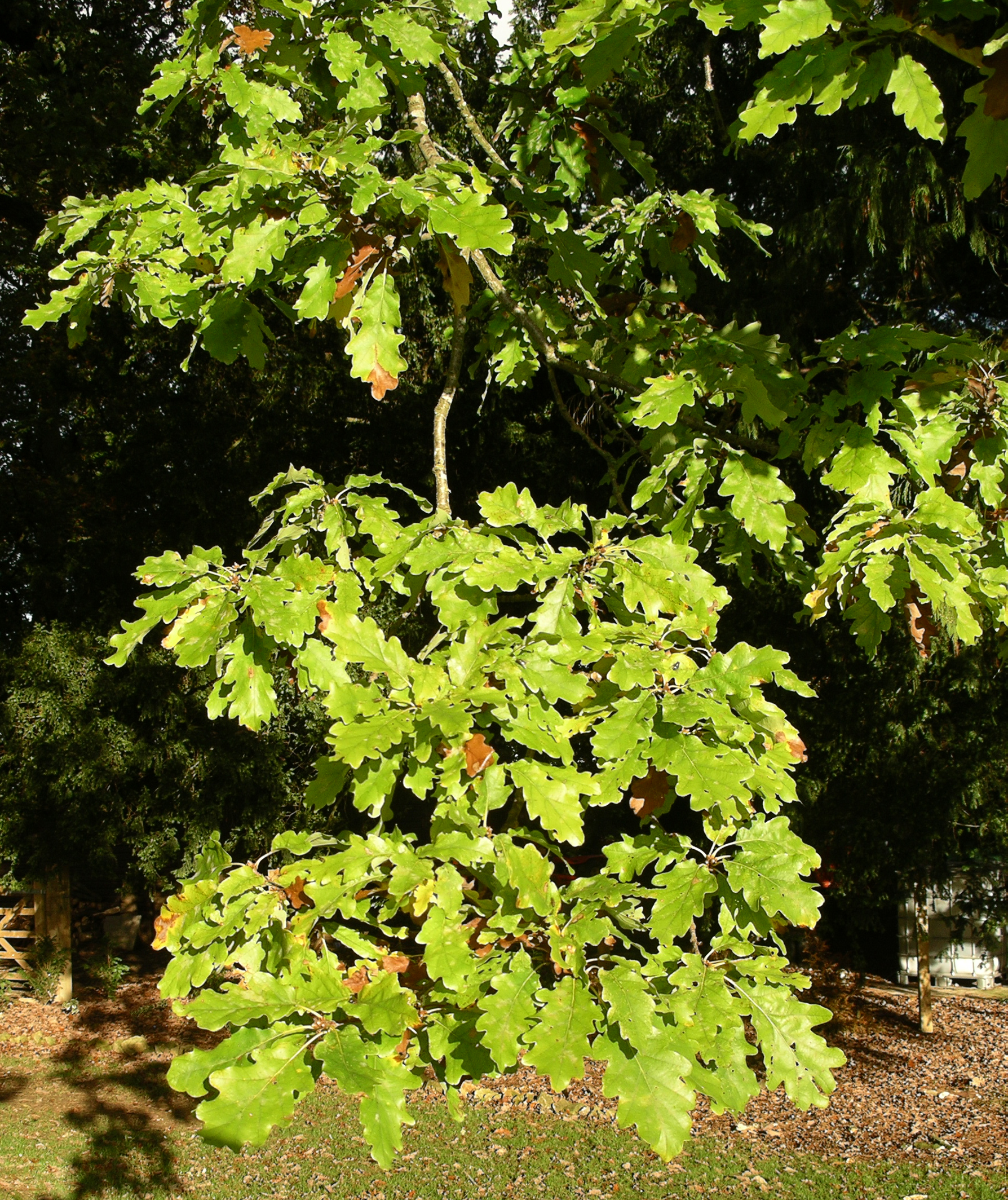
Dettaglio del fogliame

Le foglie sono lunghe circa 20 cm e larghe circa 10, più strette alla base, profondamente incise e con diversi lobi, inizialmente rosate e con una peluria biancastra, poi di colore verde intenso e lucide sulla pagina superiore e verde-bluastro su quella inferiore. La specie è decidua e in autunno le foglie assumono una colorazione rossa molto intensa prima di cadere.

### Fiori
I fiori maschili sono amenti giallo-verdi, quelli femminili sono poco vistosi e separati. Appaiono verso la fine della primavera.

### Frutti

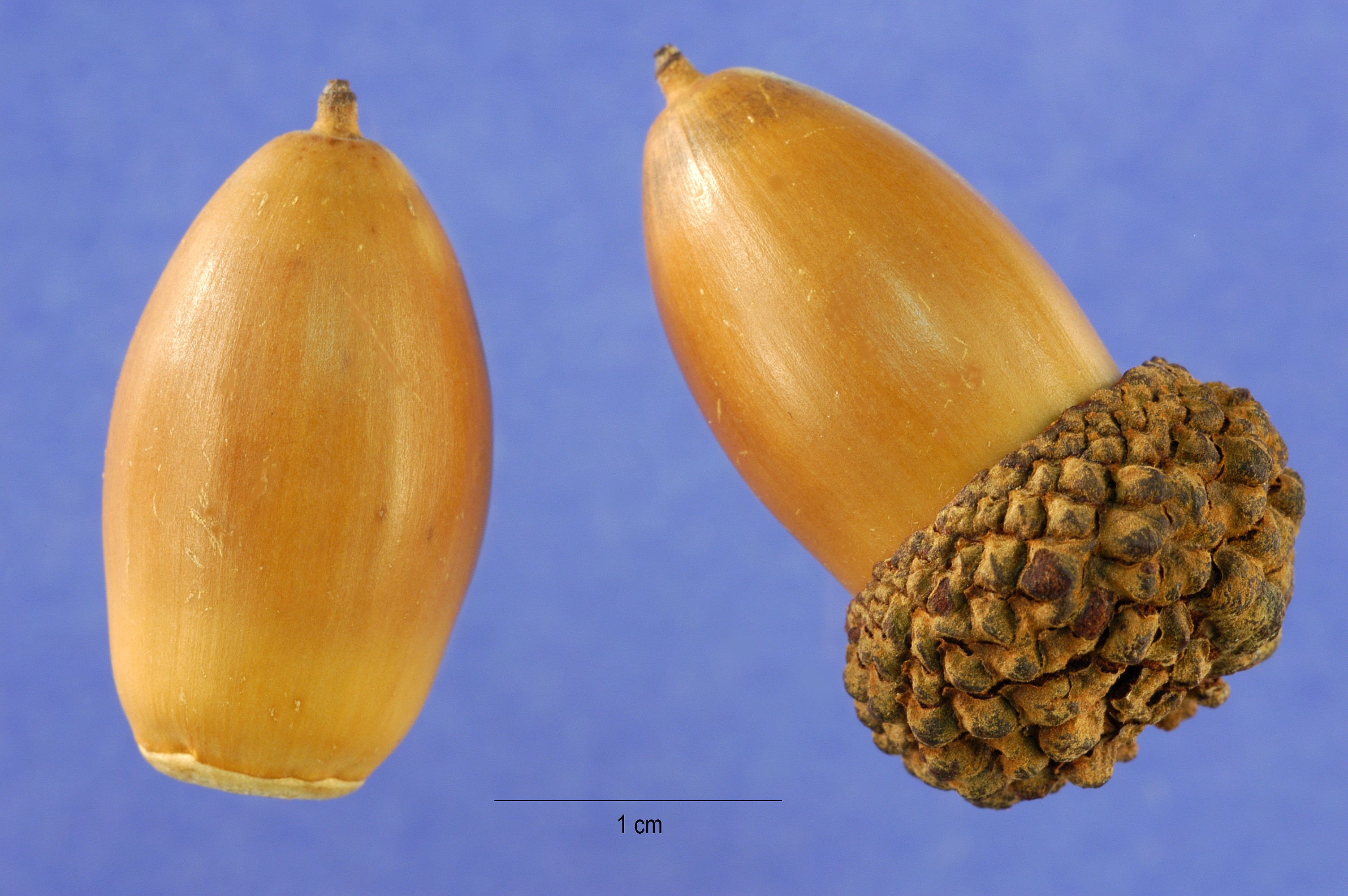
Ghiande di Q. alba

I frutti sono ghiande lunghe circa 2,5 cm e sono racchiusi all'interno della capsula squamosa per circa un quarto della loro lunghezza.

## Distribuzione e habitat
Cresce nei boschi aridi dell'America nord-orientale.